# Panna (znamení)

Znak znamení panny

Panna je šesté znamení zvěrokruhu, spojené se souhvězdím Panny. Znamení Panny je v tradiční astrologii spojováno s planetou Merkur.
Lidé narozeni v zemském znamení Panny jsou údajně obdařeni pečlivostí, logickým myšlením a trpělivostí. Podle astrologie jsou pracovití a mají velký smysl pro detail. Jsou to spíš realisté než snílci, stojí nohama pevně na zemi, ale v srdci mají sny, za kterými si jdou. Mají sklon k perfekcionismu a k věcem se staví kriticky. Velmi důležité pro ně bývá zdraví, čistota a pořádek ve všem, co dělají. Údajně kritizují kvůli tomu, aby pak v diskuzi tříbili vlastní postoje.
V západní astrologii je Slunce v konstelaci Panny zhruba od 23. srpna do 22. září, to je v době podzimní rovnodennosti. V sideralistické astrologii je v ní zhruba od 7. září do 13. října.

## Charakteristika znamení Panny
Živel
Země
Planety
Merkur
Barva
zelená, žlutá
Kameny
jaspis, zlatý topas, azurit, žlutý achát
Povaha
ženská
Opačné znamení Ryby